# María Carolina Moisés
María Carolina Moisés (n. el 5 de marzo de 1975 en San Pedro, Jujuy) conocida popularmente como Carito es una licenciada en Ciencias Políticas. Ejerció como diputada nacional del Partido Justicialista por su provincia. desde 2017 hasta 2023. Y en 2023 fue electa como senadora nacional representando a la provincia de Jujuy.

## Datos biográficos y carrera política

### Familia
Hija del Dr. Julio Carlos Moisés (destacado político jujeño, 4 veces intendente de San Pedro de Jujuy, Diputado nacional (MC), Legislador provincial (MC) y actual Concejal de San Pedro de Jujuy ) y de la Lic. Graciela del Carmen Suarez (destacada docente sampedreña, exministra de educación y cultura de Jujuy (1999) y presidenta de la Fundación JAMA).
Es además bisnieta de Francisca Muñoz de Suárez, (destacada maestra jujeña que lleva el nombre la Escuela Vespertina Nº88 de San Pedro de Jujuy) y nieta de Julio Moisés (P), (ex Intendente de San Pedro de Jujuy y Legislador Provincial (MC)).
Tiene una hija llamada Victoria.

### Estudios
Cursó sus estudios primarios y secundarios en su pueblo natal, San Pedro de Jujuy, la educación primaria en la Escuela Normal Gral. José de San Martín y la educación secundaria en la Escuela Nacional de Comercio N.º 1 Dr. José Ingenieros . Paralelamente a sus estudios primarios y secundarios, estudió y se recibió de Profesora Superior de Inglés. Realizó su perfeccionamiento en el Programa Internacional para estudiantes de inglés, de la Universidad de Berkley, en Boston, Estados Unidos. Posteriormente estudió la Licenciatura en Ciencia Política en la Universidad de Belgrano, en Buenos Aires, recibiéndose en 1997.

### Trayectoria política
Desde 1996 ha ocupado cargos partidarios en el Partido Justicialista y ha tenido un rol protagónico en el armado de las campañas electorales de su provincia en la última década.
Desempeñó tareas de asesoría a diputados nacionales. Entre 1997 y 2001 ocupó una banca como legisladora en la Cámara de Diputados de su provincia natal, siendo reelecta y desempeñándose en dicho cargo hasta el 2005, ejerciendo como presidente de las comisiones de Cultura y Educación y de la Comisión Especial de Patrimonio Cultural de la Legislatura de Jujuy. Presidió ambas Comisiones por cuatro períodos legislativos. Fue elegida diputada nacional en el 2005, con mandato hasta el 10 de diciembre de 2009, ejerciendo como vicepresidente del Bloque Frente Primero Jujuy, Presidenta de la Comisión de Asuntos Sociales, Presidente de la Comisión de Población, e integró las comisiones de Educación, Turismo, Municipio, Comunicaciones entre otras. Tuvo relevancia la participación y aporte de su trabajo en la tan discutida Ley de Medios Audiovisuales, con un discurso emotivo que generó identificación con la población de manera notable.
Fue también coordinadora Provincial del PJ Digital.
Ha participado y disertado en innumerables seminarios, cursos y talleres, a nivel provincial, nacional e internacional. En ese sentido integró la Delegación Argentina en el “Encuentro Internacional de Juventud – Japón” organizada por el Ministerio de Relaciones Exteriores de Japón y el de Argentina. Y fue panelista en el “III Seminario Argentino Norteamericano “Políticas Públicas y Gestión Municipal” organizado por la Fundación Integración para el siglo XXI – Instituto Nacional de Capacitación Política (INCAP) en Washington – Nueva York.
Como así fue ex becaria FURP con los programas ACYPL y Junior USA.
Es autora de varios ensayos sobre temas políticos y sociales, entre ellos se destacan:
- “Mutaciones en la representación ¿Crisis de representación?” Ensayo. Universidad de Belgrano. 1995.
- “El rol de los Municipios del N.O.A. en el proceso de consolidación democrática” Investigación. Programa de Iniciación a la investigación. Universidad de Belgrano. 1995.
- “La Ética Política a fin de siglo. Perspectivas” Ensayo, Universidad de Belgrano, 2000.

Fue autora de importantes proyectos en la Provincia de Jujuy como ser:
- Adhesión Ley Nacional de Reproducción Sexual.
- Señalización de los tres accesos a la Ciudad de San Pedro de Jujuy.
- Proyecto de “Ley de Reglamentación de Ventas y Expendio de Bebidas Alcohólicas”
- Creación del Programa Provincial de Prevención de los Riesgos vinculados con el Esparcimiento Nocturno.
- Regulación y Registro de Deudores Alimentarios.
- Creación del Registro Único de Personas Desaparecidas.
- Preservación del patrimonio histórico y cultural de Jujuy

Y a nivel nacional:
- Ley Nacional N.º 26.369 “Examen de detección del estreptococo Grupo B agalactiae”
- Homenaje a la Agrupación “Esperanza de Vida” y a la Docente Carmen Salva.
- Comisión Bicameral por la Conmemoración de los Bicentenarios de la Revolución de Mayo y de la Independencia Patria

Teniendo como temas de Interés: La política nacional, el desarrollo local, salud, medio ambiente, educación, turismo y municipios.